# 中村暢之
中村 暢之（なかむら のぶゆき、1955年 - ）は、日本の作曲家。広島県広島市出身。東京藝術大学音楽学部作曲科卒業。テレビアニメやCMなどの音楽を担当することが多い。

## 主な参加作品

### テレビアニメ
- パタリロ!（エンディング『美しさは罪』編曲）
- アニメ三銃士（オープニング『夢冒険』編曲）
- ちびまる子ちゃん
- 南国少年パプワくん
- ムカムカパラダイス
- 魔法陣グルグルシリーズ
  - ドキドキ♡伝説 魔法陣グルグル
- チエちゃん奮戦記 じゃりン子チエ
- ポケットモンスター（第3エンディング『ポケットにファンタジー』編曲）
- ハングリーハート WILD STRIKER
- はっけん たいけん だいすき!しまじろう（挿入歌『あしたも ともだち』作曲、『てとてをつないで』作曲・編曲）

### OVA
- 新カラテ地獄変
- 風と木の詩
- 気分は形而上

### 映画
- われに撃つ用意あり（挿入歌『魂の1/2』編曲）
- 映画ちびまる子ちゃん
- 劇場版 魔法陣グルグル
- ドラえもん のび太の南海大冒険（編曲）
- ちびまる子ちゃん イタリアから来た少年

### テレビドラマ
- おんなは度胸
- 無邪気な関係

### テレビCM
- 旭松食品

### バラエティ番組
- ハイ!こちら音楽部

### ゲーム
- コブラ (PCエンジン)
- 超原人2

### CD
- 尾崎紀世彦 - SWEET DREAM ~くちづけはイブの香り~（編曲）丸善建設CMソング
- 乱馬とあかね - 乱馬とあかねのバラード（編曲）
- 田村ゆかり - かぜのパニポニ（作曲・編曲）
- 北山みつき - 父ゆずり（編曲）

### その他
- 八岐之大蛇の逆襲

| スタブアイコン | サブスタブ | この項目は、まだ閲覧者の調べものの参照としては役立たない、音楽関係者（バンド等）に関連した書きかけの項目です。この項目を加筆・訂正などしてくださる協力者を求めています（P:音楽/PJ:芸能人）。 |